# Gumlösa församling
Gumlösa församling var en församling i Lunds stift och i Hässleholms kommun. Församlingen uppgick 2006 i Vinslövs församling.

## Administrativ historik
Församlingen har medeltida ursprung.
Församlingen var till 1962 i pastorat med Sörby församling åtminstone till 1660 som moderförsamling därefter som annexförsamling. Från 1962 till 2006 annexförsamling i pastoratet Vinslöv, Nävlinge, Gumlösa och Sörby. Församlingen uppgick 2006 i Vinslövs församling.

## Kyrkor
- Gumlösa kyrka